# 彼女が水着にきがえたら
『彼女が水着にきがえたら』（かのじょがみずぎにきがえたら）は、1989年に公開されたホイチョイ・プロダクションズ原作、原田知世主演の日本映画。

## 概要
『私をスキーに連れてって』『波の数だけ抱きしめて』と共に、バブル時代に公開されたホイチョイ・プロダクションズ原作の『ホイチョイ3部作』の第2作。
ウィンタースポーツをテーマにした前作とは代わってマリンスポーツをテーマにし、湘南エリアと東京湾内を中心にロケが行われた。バブル景気絶頂期の作品らしく、広告代理店の電通が中心になって行った、プロダクトプレイスメントを目的とした企業タイアップが非常に多いのが特徴である。

## ストーリー
アパレルメーカーに勤める田中真理子は、同僚の石井恭世からクルーザーパーティに誘われる。二人は相模湾でパーティー仲間とダイビング中、彼らとはぐれてしまう。もとのポイントを求めて彷徨ううちに、偶然海底深くに沈む飛行機ダグラス DC-3の残骸を見つける。二人があわや遭難というとき、偶然通りかかったヨット船「ツバメ号」の大塚と吉岡文男に救助される。
ツバメ号のクルーが溜まり場とする「クラブ・ヒッチ」に招かれた真理子と恭世は、壁に飾られた飛行機の写真に目を奪われる。その飛行機こそ、恭世と真理子が海底で見つけたDC-3であった。事の真相を察知したツバメ号のクルーは恭世と真理子を問い詰め、飛行機の場所を問いただす。このDC-3にはツバメ号のクルーが長年追い求めてきた、ある物が積まれていた…。

## 出演
- 田中真理子：原田知世
- 吉岡文男：織田裕二
- 石井恭世：伊藤かずえ
- 高橋裕子：田中美佐子
- 大塚：谷啓
- 山口：伊武雅刀
- 浦野：竹内力
- ハロルド・ダック：安岡力也
- ジョン・リー：坂田明
- 「クラブ・ヒッチ」のマスター：白竜
- 謎の中国人：今井雅之
- 謎の中国人ボス：佐藤允
- 玉井美香（現・叶美香）、深見博、藤岡大樹、羽田圭子、デニス・コナー、馬場彰 ほか

## スタッフ
- 原作：ホイチョイプロダクションズ
- 監督：馬場康夫
- 脚本：一色伸幸
- 製作者：三ツ井康、相賀昌宏
- プロデューサー：河井真也、茂庭喜徳
- エグゼクティブプロデューサー：村上光一、堀口壽一
- 音楽：サザンオールスターズ
- 撮影：長谷川元吉
- 水中撮影：中村宏治
- 照明：森谷清彦
- 美術：山口修
- 録音：北村峰晴
- 編集：冨田功
- 監督補：門奈克雄
- 助監督：小林要
- 選曲：山川繁
- 音響効果：斉藤昌利
- 技斗：中瀬博文
- ジェットスキースタント：前田一龍 、LARRY PIPPENKROEGER
- ボートスタント：三石千尋
- ホバークラフト：宮田伸勝
- ダイビングインストラクター：加藤祐司
- アソシエイツプロデューサー：鎌田敏郎
- フジテレビアソシエイツ（協力プロデューサー）：小牧次郎、石原隆、金光修、小川泰、和田行
- MA：にっかつスタジオセンター
- 協賛：西武自動車販売、三菱自動車、京浜急行電鉄、浦安マリーナ、トヨタ自動車、富士重工
- 現像：IMAGICA
- 製作協力：ライトヴィジョン
- 製作：フジテレビジョン、小学館

## 音楽
- 主題歌：サザンオールスターズ「さよならベイビー」
- 挿入歌：サザンオールスターズ「ミス・ブランニュー・デイ」「思い過ごしも恋のうち」「みんなのうた」「C調言葉に御用心」、桑田佳祐「いつか何処かで (I FEEL THE ECHO)」

※発売元は全てタイシタレーベル。

## プロダクトプレイスメントで登場するアイテム
- ヘリコプター：ロビンソン R22 Mariner
- アマゾン号：50フィート級クルーザー 「リーバ 50 スーパーアメリカ HP/ハイパフォーマンス」
- ツバメ号：30フィート級クルーザー「バンドフェ」
- 小型ボート：KAWASAKI 「JETMATE」
- 潜水艇：カナダ製 「スポーツ・サブ」
- 水上オートバイ：KAWASAKI 「JS 550 SX」
- 水上オートバイ：KAWASAKI 「X-2」
- 水中スクーター：アポロスポーツ 「AV-1」
- 金属探知機：ホワイト・エレクトロニクス社製
- 水中無線機：マスク部位は軍用マスクを転用
- ホーバークラフト：住友ジェットホバー
- 山口の愛車：サーブ・900
- 裕子の愛車：トヨタ・ハイラックスサーフ
- 吉岡の愛車：トヨタ・セリカ・コンバーチブル
- アマゾン号の装備運搬車：三菱・ミラージュ、スバル・ドミンゴ
- 謎の中国人の移動車：三菱ふそう・ザ・グレート
- 飲用するビール：バドワイザー
- 衣類/田中と石井の勤務先：オンワード（チェッセ・ピューミニ/へリー‣ハンセン/チューリピアン/デニス・コナーなど）

## ロケ地
- 京急本線品川駅
- 京急逗子線新逗子駅(南口）
- 浦安マリーナ
- シーボニアマリーナ
- オンワード本社ビル
- 田町（芝浦口）
- 横浜中華街
- 医療法人南浜会鈴木病院
- 相模湾
- 浦安沖
- 芝浦沖
- 三浦郡葉山町鐙摺（あぶずり）
- 葉山マリーナ
- 珊瑚礁モアナマカイ店
- 披露山公園
- 座間味島唐馬湾

## エピソード
- 海の中のシーンは相模湾ではなく沖縄で撮影された。
- マリンスポーツがテーマの映画にもかかわらず、相模湾ロケの時期の都合から海のシーンの多くが曇り空である。
- カーチェイスのシーンで道路交通法に違反する部分、水上オートバイとボートのチェイスのシーンで海上交通安全法に違反する部分がある為、映画の最後に注釈が書かれている。
- ヨットの名称ツバメ号とアマゾン号はアーサー・ランサムの児童文学へのオマージュである。
- 主人公の名前「田中真理子」は、次作『波の数だけ抱きしめて』の主人公に引き継がれている。また「真理子」は、前作「私をスキーに連れてって」で出演している原田知世の実姉「原田貴和子」の役名でもある。
- 主役オーディションが豪華で織田裕二の他に江口洋介、東幹久、伊原剛志、永瀬正敏、椎名桔平、吉田栄作、竹内力と後の主役級が軒並み参加した。

## 関連商品
VHS
「彼女が水着にきがえたら」（1991年6月21日）
DVD
「彼女が水着にきがえたら」（2003年11月19日）
Blu-ray
「彼女が水着にきがえたら」（2022年9月7日）